# Żurawok (przystanek kolejowy)
Żurawok (ukr. Журавок) – przystanek kolejowy w pobliżu miejscowości Żurawok, w rejonie koriukowskim, w obwodzie czernihowskim, na Ukrainie. Położony jest na linii Bachmacz - Homel.
Obok przystanku znajduje się posterunek odgałęźny 116 km.